# Hunchunit
Hunchunit ist ein sehr selten vorkommendes Mineral aus der Mineralklasse der Elemente, genauer der Metalle und intermetallischen Verbindungen. Es kristallisiert im kubischen Kristallsystem mit der chemischen Zusammensetzung Au2Pb, besteht also aus Gold und Blei im Stoffmengenverhältnis 2 : 1.
Hunchunit bildet körnige Aggregate, die mit gediegen Gold und Blei sowie Anyuiit verwachsen sind.

## Etymologie und Geschichte
Hunchunit wurde erstmals 1992 von Wu Shangquan, Yang Yi und Song Qun in der Typlokalität, dem Sandaogou-Goldfeld in der Nähe von Hunchun in der Provinz Jilin in der Volksrepublik China gefunden. Es ist nach dem Hunchun-Fluss, an dem die Typlokalität liegt, benannt.

## Klassifikation
In der veralteten, aber teilweise noch gebräuchlichen 8. Auflage der Mineralsystematik nach Strunz gehörte der Hunchunit zur Abteilung der „Metalle und intermetallischen Legierungen (ohne Halbmetalle)“, wo er zusammen mit Anyuiit, Auricuprid, Bogdanovit, Gold, Kupfer, Novodneprit, Silber, Tetra-Auricuprid, Yuanjiangit die „Kupfer-Reihe“ mit der System-Nr. I/A.01 bildete.
Die seit 2001 gültige und von der International Mineralogical Association (IMA) verwendete 9. Auflage der Strunz’schen Mineralsystematik ordnet den Hunchunit ebenfalls in die Abteilung der „Metalle und intermetallischen Verbindungen“ ein. Diese ist allerdings weiter unterteilt nach den in der Verbindung vorherrschenden Metallen, die entsprechend ihrer verwandten Eigenschaften in Metallfamilien eingeteilt wurden. Hunchunit ist hier entsprechend seiner Zusammensetzung in der Unterabteilung „Kupfer-Cupalit-Familie“ zu finden, wo es als einziges Mitglied die unbenannte Gruppe 1.AA.25 bildet.
Auch die vorwiegend im englischen Sprachraum gebräuchliche Systematik der Minerale nach Dana ordnet den Hunchunit in die Klasse und gleichnamige Abteilung der „Elemente“ ein. Hier ist er zusammen mit Anyuiit und Novodneprit in der Gruppe „Anyuiit und verwandte Legierungen“ mit der System-Nr. 01.01.04 innerhalb der Unterabteilung „Elemente: Metallische Elemente außer der Platingruppe“ zu finden.

## Kristallstruktur
Hunchunit kristallisiert im kubischen Kristallsystem in der Raumgruppe Fd3m (Raumgruppen-Nr. 227) mit dem Gitterparameter a = 7,933 Å, sowie acht Formeleinheiten pro Elementarzelle.

## Bildung und Fundorte
Hunchunit findet man in Goldlagerstätten. Es ist vergesellschaftet mit Gold, Blei, Anyuiit, Pyrit, Pyrrhotin, Magnetit und Ilmenit. Funde sind bislang nur aus der Typlokalität bekannt.